# Erwin Bodky
Erwin Bodky   (Néman, 7 de març de 1896 - Lucerna, 6 de desembre de 1958) va ser un clavecinista i musicòleg nord-americà d'origen alemany.

## Biografia
Fill del conseller de Justícia Louis Bodka. Després de graduar-se de l'institut el 1914-1916. Va estudiar com a pianista a l'Escola Superior de Música de Berlín i al Conservatori Scharwenka. Entre els seus professors hi havia Ferruccio Busoni, Karl Heinrich Barth, Ernst von Dohnanyi i Pavel Yuon. A més, ja el 1920-1922. Bodki va estudiar composició amb Richard Strauss, convertint-se en un dels tres estudiants seus.
Des de 1922, Bodki va dirigir activitats concertístiques i escèniques, el 1926 va esdevenir professor a l'Escola Superior de Música de Berlín i alhora professor a l'Acadèmia de Música de l'Església d'allà. Malgrat la gran càrrega docent, va continuar donant molts concerts, combinant actuacions amb activitats de composició. Les obres de Bodka inclouen un quartet de corda (1916), un quintet de piano (1920), un concert per a piano (1922), una simfonia de cambra (1923) i sonates per a piano i violí. Durant aquest mateix període, Bodky va començar a interessar-se per les edicions originals de la música antiga i els instruments d'època; En particular, es va separar de Busoni després que el mentor va saber que el seu alumne interpretava les obres de Johann Sebastian Bach en les versions originals, i no en les edicions de Busoni.
El 1926 i el 1932 Bodki va donar una sèrie de conferències sobre música antiga a Alemanya i Holanda. Durant el mateix període, va organitzar el conjunt "Collegium musicum", la programació del qual consta d'obres de compositors dels segles XVII-XVIII. El 1932, per recomanació del musicòleg Alfred Einstein, l'editorial berlinesa Hesse va publicar el primer llibre de Bodka, Der Vortrag alter Klaviermusik, a la popular sèrie "Musik-Handbucher". L'any 1933, l'editorial Peters va publicar les invencions en dues i tres parts de Bach, revisades per Ludwig Landshoff, amb les digitacions de Bodki; aquesta edició va ser reimpresa diverses vegades, fins i tot per editorials musicals soviètiques.
El 1933, amb l'arribada de Hitler al poder, Bodki va abandonar Alemanya i es va traslladar a Amsterdam, i el 1938 va emigrar als Estats Units. A Cambridge (Massachusetts) l'any 1943, Bodki va fundar, juntament amb Ivan d'Archambault i diversos músics més, el conjunt de música antiga "Cambridge Collegium Musicum" i el va dirigir fins a la seva mort, realitzant molts programes de concerts amb instruments històrics (clavicèmbal, clavicèmbal, martell). Els programes d'aquests concerts amb anotacions informatives de Bodky es van incloure a la col·lecció commemorativa "Erwin Bodky". Un homenatge commemoratiu" (1965). A més, des de 1949 Bodky és professor a la Universitat Brandeis.
L'experiència escènica i musicològica de Bodka es va reflectir en l'obra fonamental Interpretació de la música de teclat de Bach, publicada pòstumament l'any 1960. Aquest llibre es va reeditar dues vegades (1976, 1977), traduït a l'alemany: Der Vortrag Der Klaviermusik von J.S. Bach; 1970) i al rus (1989). Les idees principals de Bodka també es van tractar al llibre de Yakov Milshtein "The Well-Tempered Clavier of J. S. Bach" (Moscou, 1967).

## Memòria
A Cambridge, en memòria del fundador de la "Early Music Society", es celebren concursos anuals de Bodky per a intèrprets de clavicèmbal, orgue i piano antic (hammerklavier).